# Kleinwallstadt
Kleinwallstadt település Németországban, azon belül Bajorországban. Lakosainak száma 5708 fő (2023. december 31.). Kleinwallstadt Sulzbach am Main és Großwallstadt községekkel határos.

## Népesség
A település népessége az elmúlt években az alábbi módon változott:
| Lakosok száma | 1354 | 2964 | 4784 | 4876 | 5693 | 5776 | 5761 | 5734 | 5698 | 5708 |
|               | 1875 | 1950 | 1975 | 1987 | 2012 | 2014 | 2016 | 2017 | 2021 | 2023 |